# Frima Studio
Frima Studio est un studio de divertissement numérique canadien, basé à Québec et fondé en 2003.

## Historique
Frima Studio a été fondé en 2003 par Philippe Bégin, Christian Daigle et Steve Couture. Le nom Frima vient du frimas qui se formait sur les fenêtres de l’appartement que les trois fondateurs partageaient, et qui leur servit de premier bureau de production. Frima a commencé par produire des jeux flash pour des marques comme Harry Potter ou les Looney Tunes, ce qui lui permit de se développer et d'acquérir de la notoriété. À ce jour, la compagnie a diversifié sa production ; elle propose des effets visuels et crée des séries télévisées (des créations originales autant que des prestations de services) en plus des jeux vidéo.  
En 2010, avec l’ouverture d’un deuxième studio de production à Matane, l’équipe de Frima possède deux studios et quelque 250 employés à temps plein. Plus tard cette même année, Frima Studio s’est vu accorder une subvention de 2 millions $ sous forme de co-investissement entre le gouvernement du Québec et Frima pour la création d’un programme de formation plus élaboré, la création de 147 postes sur trois ans ainsi que le maintien des 201 postes préexistants. En mai 2011, des rumeurs de fermeture du studio situé à Matane se font entendre dans les médias puisque la compagnie a des problèmes de recrutement. En juin 2011, le studio de Frima situé à Matane ferme officiellement ses portes et ce n'est qu'en 2015 qu'un nouveau studio voit le jour à Montréal.